# كلادينة رملية
كلادينة رملية (الاسم العلمي:Caladenia arenaria) هي نوع من النباتات تتبع جنس الكلادينة من الفصيلة السحلبية.